# Надгортанник

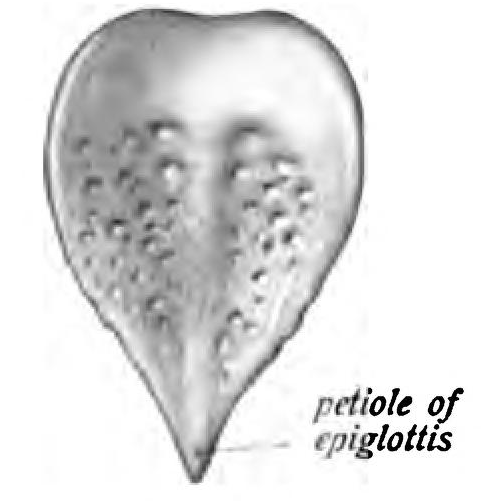
Надгортанник

Надгорта́нник (синоним хрящ надгорта́нный; лат. epiglottis) — эластичный хрящ гортани. Имеет вид тонкого листа-пластинки. Располагается сразу же за корнем языка. Покрыт слизистой оболочкой.

## Структура
Надгортанник начинается в гортани и наклонён вверх и назад, прикрепляясь спереди к подъязычной кости. У младенцев он касается задней части мягкого нёба, так что гортань открыта для носоглотки, но этот дыхательный путь отделён от полости рта барьером мягких тканей. Позднее шея становится длиннее и гортань опускается ниже. Контакт мягкого нёба и надгортанника прерывается. Перед надгортанником на корне языка расположены ямки (valleculae), между которыми находится уздечка (frenulum). В отличие от других хрящей гортани, надгортанник никогда не накапливает соли кальция и не окостеневает. Он состоит из эластичного хряща, что способствует плотному закрытию входа в гортань в процессе глотания.

## Функциональное назначение
Надгортанник закрывает вход и выход в гортань во время акта глотания, тем самым препятствуя попаданию пищи в дыхательные пути.

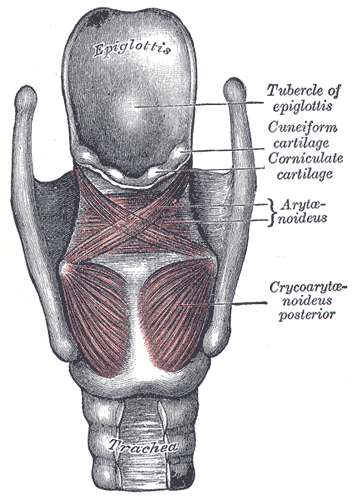
Мышцы гортани. Вид сзади.
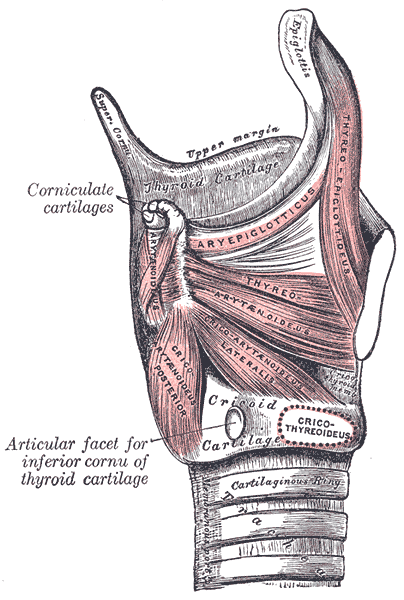
Мышцы гортани. Вид сбоку.
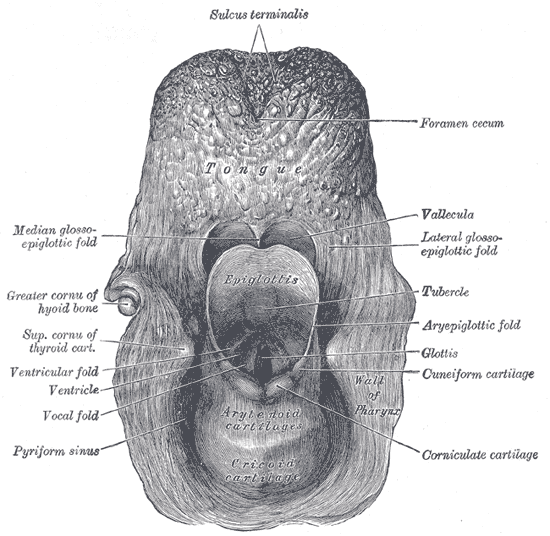
Вход в гортань.